# Kuža Luža
Kuža Luža sodobna slovenska pravljica iz leta 1984, ki jo je napisal Leopold Suhodolčan, z istoimenskim likom v glavni vlogi. Teme pravljice so odraščanje in učenje, pomen reda, pa tudi pogum in dostojanstvo v težkih trenutkih. Sporoča nam, da »lepa beseda lepo mesto najde«, ter da so »lastna spoznanja najdragocenejša«, glavno sporočilo pa pravi, da je bolje priti do spoznanja pozno kot pa nikoli. Pravljica Kuža Luža je poučno branje za predšolske otroke, pa tudi za otroke na razredni stopnji. Za prve je lahko pomoč privajanju na kahlico, starejšim pa sporoča, kako je pomembno spoštovanje pravil.

## Vsebina
Pravljica govori o majhnem kužku, ki ni imel doma in se je potikal po mestu. Nekega dne je zašel v mogočno dvorano, kjer so na velikih žametnih blazinah poležavali psi različnih pasem in velikosti. V dvorano je nenadoma priplesala pasja dama imenovana »Lady Bela-Bela«. Vsi psi v dvorani so osupnili nad njeno lepoto in pričeli plesati četvorko. Kuža Luža je vso to dogajanje opazoval iz kota. Po koncu četvorke so se psi zopet udobno namestili na blazine ter uživali v razkošni pijači in jedači. Nenadoma je, sredi obeda, vstal veliki Buldog, za njim pa še drugi, ki so drug za drugim odkorakali do konca dvorane. Najprej je taco dvignil veliki Buldog, za njim pa vsi drugi in tako so tekali od vogala do vogala.
Medtem se je Kuža Luža zagledal v velike pasje vodomete in eden od psov ga je odkril. Ker so opazili, da se ni pridružil plesu, so odločili, da mora zaplesati. Kuža Luža se je najprej branil, češ da tega ni še nikoli počel, a noben izgovor ni pomagal. Ples mu je povzročal velike preglavice in vsa dvorana se mu je na ves glas smejala. Nekateri psi so ga celo žalili. Kar naenkrat je na plesišču nastala luža. A to še ni bilo vse: ko so spet sedli, so opazili, da je Kuža Luža premočil še blazino, na kateri je sedel. Zdaj so bili že besni nanj.
Sredi noči, ko je bilo na nebu mogoče videti veliko luno, so vsi psi vstali ter odšli k oknu zatulit vanjo. Kuža Luža pa je, na veliko jezo vseh, leno dremal še naprej.
Naslednji dan je Kuža Luža na hudi vročini in žgočem soncu tako zatulil, da so se »Lady Bela-Bela« in ostale pasje dame kar onesvestile. Ker so psi opazili, da je Kuža Luža zelo nekultiviran, so se odločili, da ga prepustijo najboljšim pasjim učiteljem, a tudi to je bilo zaman. Vsi so že vsi obupovali, le veliki Buldog je vztrajal. Od obupa niso več vedeli ali naj ga učijo zlepa ali zgrda in prišlo je do prepira.
Ko je Kuža Luža videl, da ga nihče ne opazuje, je stekel do konca dvorane, dvignil tačko in začel lulati. »Lady Bela-Bela« je to videla in od sreče pričela jokati. Uspelo jim je! Tudi ostali psi niso mogli verjeti svojim očem. Bili so nadvse ponosni nanj, zato so njemu v čast priredili največji ples.

## Izdaje
- Leopold Suhodolčan: Kuža Luža. Ljubljana: Mladinska knjiga, 1984 (ilustrator: Daniel Demšar) (COBISS)